# Train Maya

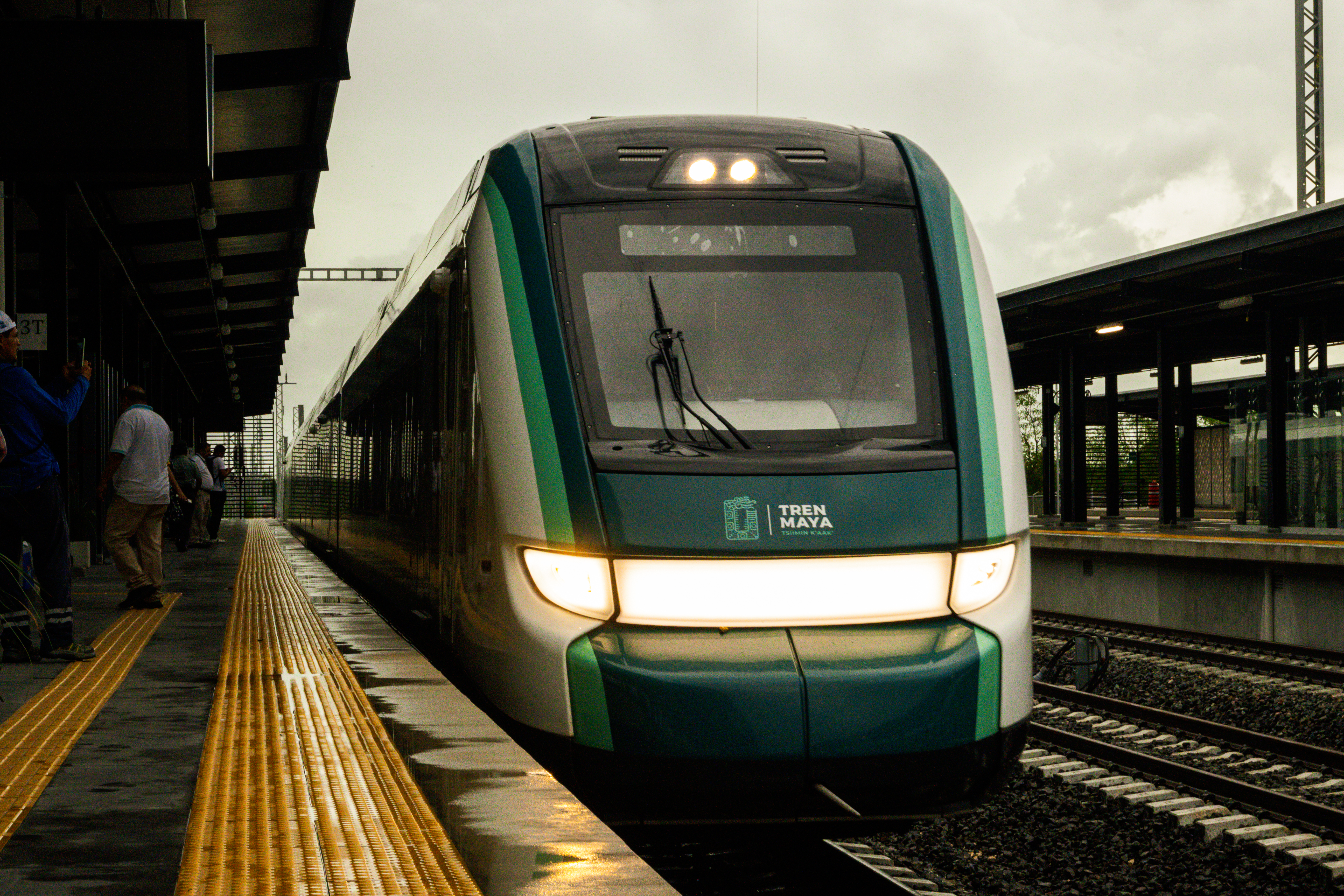
Formation des trains du Tren Maya arrivant à la gare de Mérida Teya.

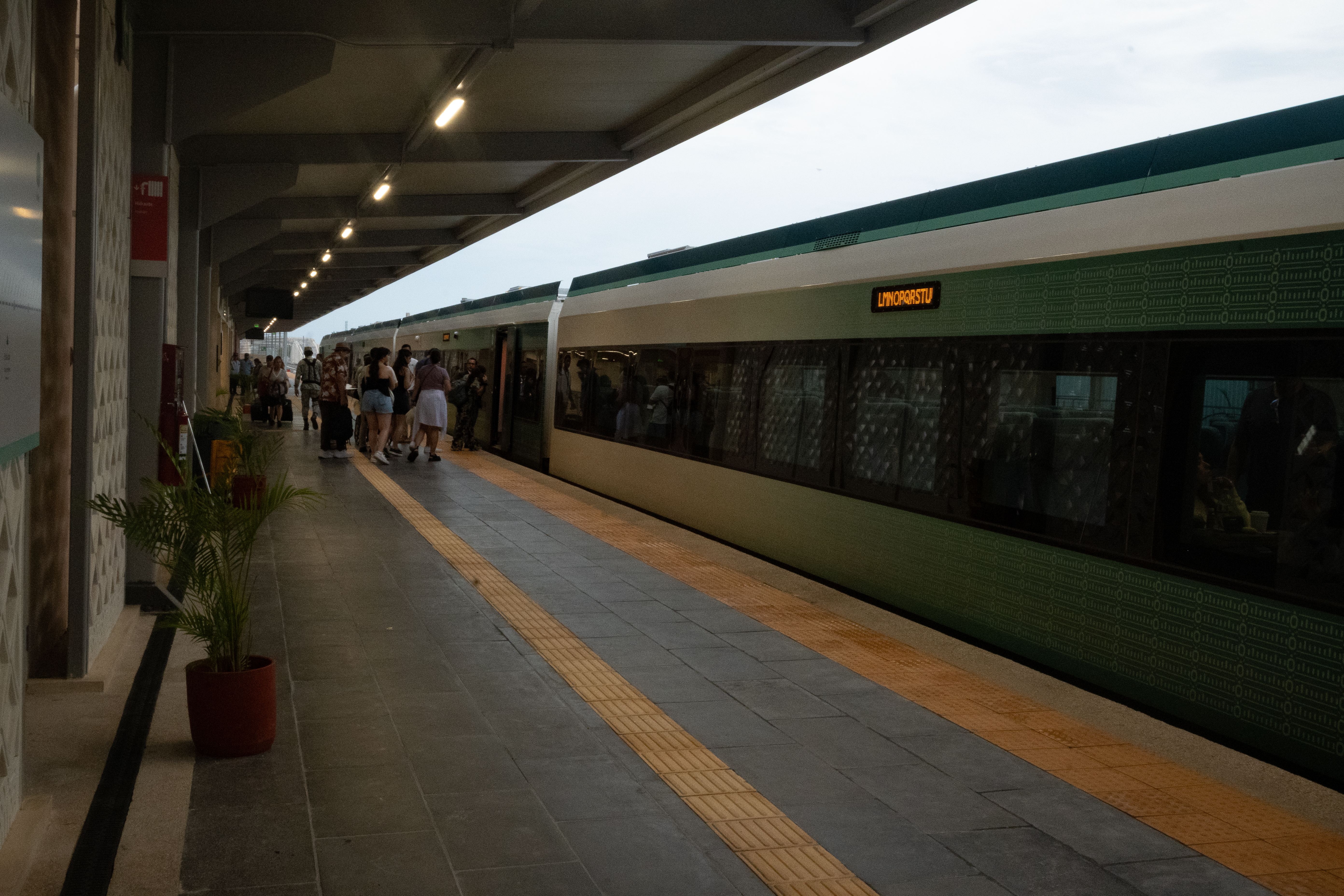
Passagers montant à bord du train à la gare de Valladolid.

Le Train Maya (en espagnol : Tren Maya) est un réseau de chemin de fer interurbain au Mexique qui traverse la péninsule du Yucatán. 
La construction a commencé en juin 2020 et le tronçon Campeche-Cancún est entré en service le 15 décembre 2023, le reste de la ligne devant ouvrir plus tard.
Le projet consiste en la mise en service d’une ligne de chemin de fer de 1 554 km dans le Sureste, à travers les États du Chiapas, Tabasco, Campeche, Yucatán et Quintana Roo à partir d’infrastructures existantes et la création de nouvelles voies ferrées. Le projet vise à relier les destinations touristiques de la péninsule du Yucatán, y compris les sites mayas historiques dont il tire son nom. 
Le projet est piloté par le Fonds national de promotion du tourisme (Fonatur). Cette institution est responsable de la planification et du développement de projets de tourisme durable au Mexique et chargée également de promouvoir le secteur pour attirer des investissements. 
Le projet devrait réduire les délais et les coûts de transport des marchandises, des passagers et des touristes dans la région. En même temps, il cherche à réactiver l'économie grâce à une planification globale de l'utilisation des terres, qui générera de nouvelles opportunités.
En reliant les principales villes de la région, avec quarante-deux trains transportant à terme jusqu’à trois millions de passagers par an, la ligne entend redistribuer les flux touristiques jusqu'alors concentrés sur la côte afin de favoriser le développement d’une région historiquement délaissée par l’État.

## Tronçon Palenque-Cancún
État du Chiapas :
- Gare de Palenque (Palenque)

État du Tabasco :
- Gare de Boca del Cerro
- Arrêt Tenosique
- Gare de El Triunfo

État du Campeche :
- Arrêt Candelaria
- Gare de Escárcega
- Arrêt Carrillo Puerto
- Gare de Edzná
- Gare de Campeche (en fonction décembre 2023)
- Arrêt Tenabo
- Arrêt Hecelchakán
- Arrêt Calkiní

État du Yucatán :
- Arrêt Maxcanú
- Arrêt Umán
- Gare de Mérida Teya (en fonction décembre 2023)
- Arrêt Tixkokob
- Gare d'Izamal
- Gare de Chichén Itzá
- Gare de Valladolid (en fonction décembre 2023)

État du Quintana Roo :
- Arrêt Xcan
- Arrêt Leona Vicario
- Gare de l'aéroport de Cancún (en fonction décembre 2023)

## Matériel roulant
À la suite d'un appel d'offres, un consortium Bombardier - Alstom a été retenu en mai 2021 pour le matériel roulant,. Il consiste en la conception, fabrication, livraison, tests et la mise en service de 42 trains Alstom X'Trapolis pour 36,6 milliards de pesos mexicains (1,5 milliard d’euros).

## Historique
Le projet du Train maya a été annoncé en septembre 2018 par le président du Mexique Andrés Manuel López Obrador, faisant suite à d'autres projets n'ayant pas abouti. Les administrations présidentielles précédentes avaient également proposé leurs propres projets de trains à grande vitesse, mais n'ont pas réussi à obtenir un financement,. Il utilisera l'emprise abandonnée de Ferrosur (60 % du réseau) ainsi que de nouvelles lignes construites à travers la jungle (40 % du réseau),. L'Armée zapatiste de libération nationale, a annoncé qu'elle s'opposerait au projet. Le projet a également été dénigré comme un coup politique pour López Obrador, qui avait également annulé un grand projet d'aéroport à Mexico favorisé par son prédécesseur. Un référendum public sur l'approbation du projet en novembre 2018 a été adopté par 89 % des électeurs avec un taux de participation d'environ 1 %.
À partir de janvier 2021, les plans prévoient des trains diesel-électriques roulant jusqu'à 160 km/h.

### Financement
Le financement du projet proviendra principalement d'une taxe de séjour prélevée dans la région, ainsi que de fonds provenant d'autres programmes, dont le Grand Prix du Mexique,.
Le projet, dirigé par le Fonds national pour le développement du tourisme (Fonatur), en décembre 2018 était estimé à 150 milliards de pesos (6.2 milliards d'euros) et à 8 000 voyageurs quotidiens. Une étude alternative menée par un groupe de réflexion sur les politiques publiques en 2019 a estimé que le coût du projet pourrait atteindre 480 milliards de pesos (20 milliards d'euros), en s'appuyant sur le dépassement de 90 % des coûts du projet ferroviaire Toluca-Mexico. 
En octobre 2020, le coût total estimé du projet hors électrification était d'environ 321 milliards de pesos.
En décembre 2020, le président López Obrador a annoncé que les forces armées exploiteraient trois tronçons du réseau et que les bénéfices seraient utilisés pour renforcer les finances des retraités des forces armées. Selon le gouvernement, « le recours à la Sedena [ministère de la Défense du Mexique] garantit une bonne administration et prévient le risque de privatisation ». 
En mars 2021, le directeur général de Fonatur, Rogelio Jiménez Pons, a déclaré que l'armée serait propriétaire de l'intégralité du réseau, et qu'elle recevrait tous les bénéfices.

### Construction
Le 16 décembre 2018, le président López Obrador a participé à un rituel maya pour lancer le début de la construction du projet du train maya. Le réseau accueillera également le trafic local de passagers et du trafic de fret en plus des liaisons touristiques,. La première phase du projet devrait ouvrir à la fin des années 2020, mais les responsables du tourisme de la région ont proposé d'accélérer les travaux pour une ouverture en 2023.
Le réseau se compose de sept tronçons. Le tronçon I va de Palenque à Escárcega (228 km) ; tronçon II d'Escárcega à Calkiní (235 km) ; tronçon III de Calkiní à Izamal (172 km); tronçon IV d'Izamal à Cancún (257 km) ; tronçon V de Cancún à Tulum (121 km) ; tronçon VI de Tulum à Bacalar (254 km) ; et le tronçon VII de Bacalar à Escárcega (287 km).
Les chefs d'entreprise de Mérida (Yucatán) ont exprimé leur soutien le 31 janvier 2020, à la construction de quatre kilomètres de voie ferrée souterraine lors de son passage dans la ville de Mérida. Ainsi, le train ne menacerait pas le centre historique de la ville. Ils sont également optimistes quant au fait que le train touristique, combiné aux améliorations énergétiques, aux aéroports et aux ports maritimes, rendra la région économiquement compétitive avec le Nord et le Bajío.
Les entreprises de construction sont Mota-Engil México SAPI et China Communications Construction Company LTD pour le premier tronçon (Plenque-Escárcega), Operadora CICSA et FCC Construcción pour le deuxième tronçon (Escárcega-Calkiní), Construcciones Urales et GAMI Ingeniería e Instalaciones pour le troisième tronçon (Calkiní -Izmal) et Grupo ICA pour le quatrième tronçon (Izmal–Cancún). Le Fondo Nacional de Fomento Turístico (Fonatur) a annoncé le 8 septembre 2020 que la proposition de la société d'investissement BlackRock pour le cinquième tronçon du projet, y compris les améliorations de l'autoroute Tulum-Cancún, avait été rejetée,.
En mai 2021, les premières livraisons arrivent par mer au port de Progreso en provenance de la Chine.
Le 3 juin 2021, un navire en provenance de Monbasa, au Kenya, a livré au port de Coatzacoalcos le matériel ferroviaire chinois pour assurer les travaux du chantier (8 locomotives et 28 wagons équipés de grues).

### Consultation de décembre 2019
Le 15 novembre 2019, le président López Obrador annonce la tenue d'un référendum concernant le train maya dans les états de Chiapas, Tabasco, Campeche, Yucatán et Quintana Roo.
Le week-end du 15 au 16 décembre 2019, 92,3 % des personnes ayant participé à la consultation ont voté pour, tandis que 7,4 % ont voté contre la proposition. 100 940 personnes ont voté, soit 2,36 % des 3 536 000 électeurs inscrits dans les 84 communes concernées.
Le Conseil des droits de l'homme des Nations unies a vivement critiqué cette consultation. Il a souligné que les électeurs n'avaient reçu que les effets positifs du projet (attention accrue à l'approvisionnement en eau, à la santé, à l'éducation, à l'emploi, au logement, à la protection de l'environnement et à la culture) mais n'étaient pas informés des effets négatifs. La Commission des droits de l'homme a également critiqué les traductions des documents fournis, la courte période de temps pour l'élection et la faible participation, en particulier parmi les femmes autochtones. Ils ont noté que de nombreux électeurs potentiels n'avaient pas les ressources financières nécessaires pour se rendre aux lieux de vote et que la majorité des électeurs étaient des employés municipaux. Pour sa part, le gouvernement a réfuté les critiques, affirmant que la consultation répondait aux normes internationales et attaquait « la descalificación ni la crítica simple, sin sustento, ligera y parcializada » (« la disqualification légère et partiale ou la simple critique, sans soutien »).

### Opposition
Certains militants des droits environnementaux et autochtones se sont opposés à la construction de nouvelles lignes à travers la jungle,.
À l'occasion du 26e anniversaire de son soulèvement armé, le 1er janvier 2020, l'armée zapatiste de libération nationale a exprimé son opposition au projet et a déclaré que la consultation ne fournissait que des informations positives aux électeurs avant le référendum.
Des groupes proches du Congrès national indigène (CNI) prévoient d'agir contre le projet de train et d'autres mégaprojets dans la région. Le CNI envisage une action en trois volets : des campagnes de sensibilisation sociale, des campagnes médiatiques et des actions en justice. Le 28 janvier 2020, un juge de Campeche a décidé une suspension temporaire de la construction du chemin de fer car elle a été approuvée lors d'une « consultation simulée » . Lors d'une visite dans la ville de Campeche, le président López Obrador a défendu le train et a souligné que non seulement ce projet avait reçu son plus grand soutien dans l'État de Campeche, mais aussi que plus de la moitié du trajet traverserait l'État – représentant près de la moitié des investissements prévus. Il a déclaré que le tronçon d'Escárcega à Cancún devrait être ouverte au trafic de touristes, de passagers et de fret en 2023, et que le réseau ne passera pas par la réserve de biosphère de Calakmul.
En novembre 2020, le Conseil régional autochtone de Xpujil a remis une pétition avec 268 000 signatures au ministère de l'Environnement et des Ressources naturelles de Campeche demandant que le projet soit suspendu en raison de préoccupations environnementales. Les résidents de Chocholá, Mérida et Izamal, dans le Yucatán, ont obtenu un report temporaire de construction en janvier 2021 jusqu'à ce que le Fonds national pour la promotion du tourisme (FONATUR) et le secrétariat à l'Environnement et aux Ressources naturelles du Mexique présentent une étude d'impact environnemental.
Cependant, selon l'universitaire mexicain Étienne von Bertrab, spécialiste d'écologie politique à l'University College de Londres et cofondateur d'un groupe d'études interdisciplinaires sur les implications du Train maya, l'opposition au projet « est avant tout une campagne médiatique, impulsée par quelques collectifs, mais ce n'est en rien un mouvement social. Ils n'ont pas de soutien populaire. » La grande majorité de la population des États concernés semblent soutenir le Train maya.

## Électrification
Les plans originaux prévoyaient des locomotives électriques Alstom X'Trapolis dans les trains,. En juin 2020, le gouvernement a annoncé un passage au diesel pour réduire les coûts puis en août 2020, a annoncé que la moitié de la ligne, de Mérida à Chetumal via Cancún, serait électrifiée.

## Préoccupations environnementales

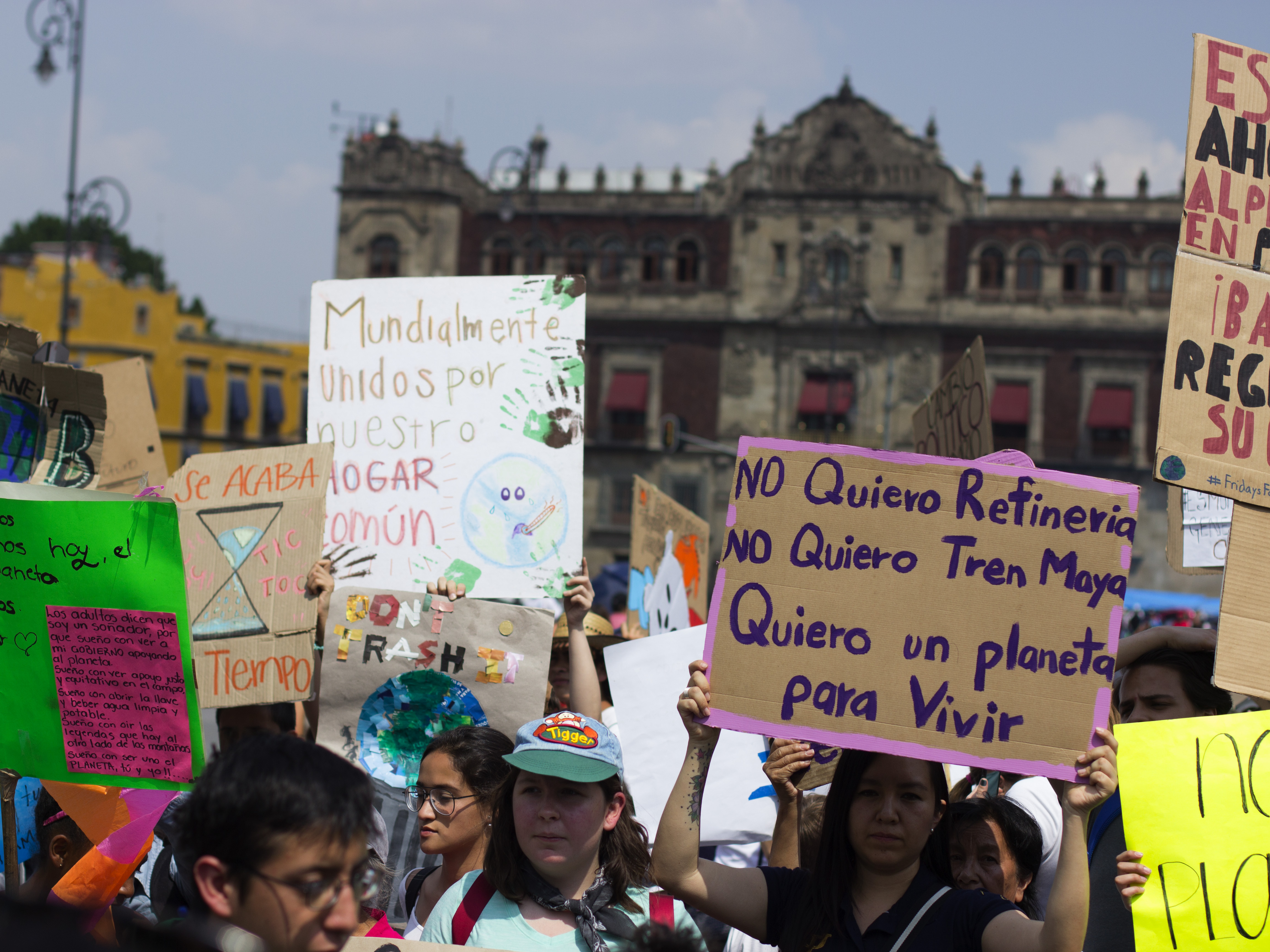
Manifestante tenant une pancarte : Je ne veux pas de train maya, je ne veux pas de raffinerie, je veux une planète vivable.

Les autorités ont promis de tenir compte des enjeux environnementaux et ont associé à l'élaboration du Train maya différentes instances de l'Organisation des Nations unies , laquelle atteste d'un « projet intégral d'aménagement du territoire, d'infrastructure, de croissance économique et de tourisme durable qui vise le bien-être social des habitants ».
En janvier 2021, les équipes avaient découvert plus de 8 000 objets archéologiques pendant la construction.
L'Alliance nationale pour la conservation du jaguar a identifié douze corridors fauniques qui pourraient être construits pour atténuer la situation des jaguars qui vivent dans la région.
Le segment numéro 5 du réseau du Train Maya a été le plus contesté par les associations écologistes. S'étirant sur 110 kilomètres, sa réalisation a impliqué la déforestation d'une bande continue de 60 mètres de large - soit 2,2 millions d'arbres « abattus ou déplacés », selon les autorités. Greenpeace souligne que la réalisation du segment 5 a impliqué la « violation de diverses lois environnementales mexicaines et traités internationaux. » Le tracé de la voie a été modifié plusieurs fois pour prendre en compte les demandes des écologistes. Avant de commencer les travaux, le ministère de l'Environnement a effectué un inventaire de la faune et de la flore et déplacé les animaux vers des zones protégées.
Le Centre mexicain de droit environnemental (Cemda) a dénoncé un projet qui, dans sa globalité, a détruit « 2 500 hectares de forêts tropicales humides et tropophiles » et directement affecté vingt aires naturelles protégées.

## Questions sociales
Les habitants de 130 localités directement concernées par le tracé du chemin de fer bénéficient de « 388 chantiers et actions sociales » comprenant la réhabilitation de chaussées et de routes, la réfection d'espaces publics, des infrastructures électriques, sanitaires et productives ou encore des logements.